# Марцолара (Болоња)
Марцолара (итал. Marzolara) је насеље у Италији у округу Болоња, региону Емилија-Ромања.
Према процени из 2011. у насељу је живело 29 становника. Насеље се налази на надморској висини од 736 м.